# 龙吟阁秘本琴谱
《龙吟阁秘本琴谱》，古琴谱。清乾隆十二年王封采撰辑。

## 琴谱内容
此琴谱有三个曲谱，琴論材料包含明代到清代中叶工师的资料。如:左右手指法、弹琴要则、古琴琴材资料等。

## 相关资料
1. ↑  《中国音乐书谱志 先秦-1949音乐书谱全目》 中国艺术研究院音乐研究所 人民音乐出版社 1994
2. ↑  琴曲集成 中国艺术研究院音乐研究所 中华书局 2010版